# Pristimantis lynchi
Eleutherodactylus lynchi là một loài động vật lưỡng cư trong họ Strabomantidae, thuộc bộ Anura. Loài này được Duellman & Simmons mô tả khoa học đầu tiên năm 1977.